# Palladium Fantasy Role-Playing Game
Il Palladium Fantasy Role-Playing Game (inizialmente Palladium Role-Playing Game ) è un gioco di ruolo pubblicato dalla Palladium Books nel 1983, ambientato nel "Palladium World", in un'epoca circa 10.000 anni dopo la guerra tra gli elfi e i nani. Nel 1990 venne pubblicata una revisione dell'edizione e nel 1996 una seconda edizione. Sebbene le due edizioni siano in gran parte compatibili, la seconda edizione usa una versione più recente del Megaversal system.

## Ambientazione

### Storia del mondo
La storia del mondo è suddivisa in diverse "età", ognuna delle quali corrisponde a certi eventi e a differenti livelli di energia magica disponibile nell'ambiente. Il più conosciuto dei testi storici sono le Tristine Chronicles, delle quali esistono diverse versioni differenti. La maggior parte delle copie sono incomplete, ma viene comunque considerato il libro principale sulla storia passata del Palladium World.
La prima era fu quella degli "Old Ones" ("Antichi"), il cui dominio corrispose a un'Età di Chaos, abbondante di energia magica, della quale nell'epoca dell'ambientazione si ricordano solo miti e interpretazioni contrastanti di scarse prove storiche (trovate nel testo delle Tristine Chronicles) remain. Su queste basi non si può decidere con certezza se gli Old Ones stessi fossero i progenitori dell'universo o semplicemente un fattore della sua origine. In ogni caso queste entità erano antiche al di là di ogni immaginazione e dotate di poteri che sfidano la comprensione (simili a quelli dei Grandi Antichi e degli Dei Esterni delle opere di H. P. Lovecraft). Pur essendo sconosciuta la loro vera apparenza, questi sono spesso descritti come ammassi amorfi di carne, coperti di tentacoli flagellanti, occhi sempre aperti ed enormi bocche. Ognuno di essi rivendica un aspetto particolare del male, e si nutre delle sofferenze e conseguenti oscure emozioni causate dai vari tormenti infitti ai loro soggetti. Non solo sono accreditati dello sviluppo della magia in una miriade di forme (di cui solo una manciata sopravvive nell'era in cui è ambientato il gioco), ma anche della creazione di un innumerevole numero di razze e dell'importazione di una legione di schiavi da altre dimensioni.
Tra le razze schiavizzate furono i dragoni i principali artefici della caduta degli Old One. Questi convinsero Ya-Blik (invidia) e Al-vil (tradimento) a intrappolare il più potente degli Old Ones, Xy, in un costrutto magico da loro progettato. In conseguenza di ciò Xy venne trasformato in Thoth, signore della saggezza e membro del Pantheon della Luce, le cui memorie della sua esistenza precedente erano state irrevocabilmente cancellate. Ben presto le razze arcaiche, aiutate dagli spiriti e dei della luce, si sollevarono in rivolta conto i loro oppressori. Alla fine dopo distruzioni e massacri, gli Old Ones vennero sottomessi e magicamente addormentati e imprigionati in regioni eteree dell'universo, grazie al potere combinato di Toth, del mago elfico Lictalon, del dragone Kym-nark-mar e dell'angelo Lo-kum. Sebbene certe vestigia della presenza e dell'influenza degli Old One riuscirono a scampare alla successiva campagna di sradicamento il mondo e i suoi abitanti riuscirono a stabilire un nuovo ordine.
L'Età del Chaos fu seguita dall'Età della Luce, che fu un tempo di magia ambientale molto alta. In questo periodo comparvero per la prima volta gli umani e scoppiarono guerre religiose tra divinità che si contendevano gli adoratori. Questo periodo fu molto lungo, ma essenzialmente indeterminato in tempo e lunghezza.
In qualche momento dopo l'Età della Luce ci fu il Tempo di un Migliaio di Magie. Pur non essendo la magia sostanzialmente più potente che nell'era precedente, fu in questo periodo che raggiunse un punto di grande varietà. Ciò condusse gli elfi a guadagnare una grande influenza sul centro del continente, e i nani svilupparono la magia runica, l'arte di intrappolare le anime in oggetti indistruttibili.
Gli imperi degli elfi e dei nani crebbero in forza, cooperando strettamente per secoli, ma i nani si risentirono sempre più dell'altezzosità elfica, mentre gli elfi sospettavano i nani di complottare. Ciò causò la guerra tra nani e elfi, che quasi distrusse i due imperi, mentre questi si superarono sempre più in atrocità magiche. Culminò con la distruzione della città dorata di Baalgor, e la creazione delle Baalgor Wastelands.
In seguito alla guerra i nani giurarono di abbandonare per sempre la magia e in un millennio di purificazione, entrambe le fazioni cooperarono per liberare il mondo dalla magia "malvagia", risparmiandone solo pochi tipi giudicati degni di esistere. Comunque, molte tradizioni magiche si nascosero o sopravvissero coltivate da membri che da allora si sono diffusi.
Da quell'epoca, diecimila anni fa, gli umani divennero la razza dominante del pianeta, controllando quattro dei principali regni o confederazioni. Nei passati cinquant'anni i Wolfen e le Northern Wilderness sono diventate sempre più organizzate, sviluppando una società che entra in regolare conflitto con gli umani degli Eastern Territories.

### Geografia e politica
Il gioco si svolge su un singolo continente e numerose vicine isole. L'estremità meridionale è tropicale, con una giungla sulla costa occidentale, mentre all'estremo nord ci sono foreste subartiche. Date le dimensioni del continente (circa 4000 chilometri), questo rende il pianeta leggermente più grande di Marte. Il continente rappresenta solo una parte del mondo, ma nel sesto supplemento, Island at the Edge of the World, viene rivelato che per motivi sconosciuti i luoghi dell'ambientazione sono circondati da un grande e impenetrabile muro oscuro. Il supplemento Land of the Damned Two: Eternal Torment rivela anche l'esistenza di altre terre del pianeta che non furono coinvolte nella guerra contro gli Old Ones.
Politicamente esistono diverse nazioni e alleanze tra e razze. Gli umani sono alleati sia ai nani, che agli elfi, sebbene queste due razze mantengano ostilità personali dall'epoca della guerra. Gli umani controllano il Western Empire, un impero decadente che si trova tra i due principali mari interni del continente. Gli Eastern Territories sono anche chiamati "Il dominio dell'uomo" e hanno una vasta popolazione di umani, così come elfi e qualche nano. Immediatamente a nord degli Eastern Territories si trova il Wolfen Empire, aperto a tutte le razze, sebbene sia dominato dai Wolfen e sia sospettoso degli umani, a causa dei conflitti con gli Eastern Territories sulle terre contese. Al sud degli Eastern Territories si trova il regno predominantemente umano di Timiro. Tra il Western Empire e gli Eastern Territories si trovano l'Old Kingdom, il precedente centro della civilizzazione elfica, ora popolato da un gran numero di orchi, ogre e simili mostri. A sud dell'Old Kingdom c'è il regno dei giganti di Mount Nimro, che si trova tra due vulcani. A ovesti Mount Nimro si trova la Land of the South Wind, delle quali vengono fornite solo informazioni schematiche e la Baalgor Wasteland, create alla fine della guerra tra nani e elfi, da una catastrofe di cui i nani furono responsabili, e che distrusse la loro capitale. A sudovest della Baalgor Wasteland e a ovest della Land of the South Winds ci sono le giungle di Yin-Sloth.

### Magia e psionica
Il Palladium World è un mondo magico, in cui vengono praticate diversi tipi di magia, così come di poteri psionici. Nel passato esistevano molti più tipi di magia, ma immediatamente dopo la guerra tra nani e elfi, durante il Millennio di Purificazione molti tipi di magie "discutibili" scomparvero. La maggior parte delle forme di magie rimanenti è costituita da Wizardry (lancio di incantesimi), Diabolism (scritture magiche, usate per protezioni e potenziamenti magici), Summoning (l'uso di circoli di potere per protezione, il vincolare demoni e altre creature o l'attivare vari poteri), Alchemy (creazione di oggetti magici), Elementalism (nel quale una persona chiamata Warlock, usa un vincolo speciale con uno due elementi classici per lanciare incantesimi e evocare elementali), Witchcraft (nel quale una persona stringe un patto con un demone, barattando anime, servitù o altri favori in cambio di potere) Priestly Magic e Druidism (magia della Natura). Anche i poteri psichici sono comuni, sebbene diverse razze manchino del tutto di potenziale psionico. Tutti i personaggi le cui razze hanno un minimo di potenziale psichico hanno la possibilità di possedere alcuni poteri indifferentemente della loro O.C.C. (le classi del Megaversal System). Tutti questi sono gestiti dalle normali regole sulla magia della Palladium, in cui questa viene alimentata dalla "Potential Psychic Energy" ("Energia psichica potenziale", abbreviata in P.P.E.) a partire dalla seconda edizione), mentre i poteri psichici sono alimentati dagli "Inner Strength Points" ("Punti di potere interno", I.S.P.), entrambi funzionanti come punti magia.

## Sistema di gioco

### Razza e classe
Oltre agli esseri umani e ai sopra menzionati elfi e nani, i giocatori possono impersonare anche gnomi (piccoli umanoidi che una volta avevano una repubblica), coboldi (magri, sotterranei umanoidi che tendono a essere malvagi), goblin (piccoli orrendi umanoidi alcuni dei quali possiedono dei barlumi di poteri degli esseri fatati), ogre (grandi e forti umani primitivi), orchi, troll e mutaforma (in grado di assumere molte forme umanoidi) e i Wolfen, grandi lupi umanoidi che nei secoli precedenti hanno creato un proprio impero nella parte settentrionale del continente. non ci sono molti incroci tra le razze. Umani e ogre sono imparentati sufficientemente da poter avere figli, ma questi sono considerati ogre. I Wolfen e i correlati coyle (dall'aspetto di coyote umanoidi) possono essere in grado di incrociarsi, dato che il supplemento Adventures in the Northern Wilderness implica che un personaggio non giocante sia per metà coyle e per metà wolfen, ma non viene esplicitamente detto.
Ci sono molte classi a disposizione, divise in Men at Arms (classi guerriere), Men of Magic (classi di maghi), Clergy (preti) e "Occupational Character Classes" ("Classi personaggio occupazionali", O.C.C.) opzionali e "Psychic Character Classes" ("Classi personaggio psichiche, P.C.C.), per personaggi le cui abilità sono principalmente psichiche. Come in altri giochi della Palladium, la classe personaggio determina le abilità disponibili e diversi poteri speciali a disposizione.

## Pubblicazioni
Fonti dei dati

### Prima edizione
- Kevin Siembieda (Prima edizione: 1983; seconda stampa, revisione: 1984; revisione 1990). The Palladium Role-Playing Game. ISBN 0-916211-04-5. Manuale base.
- Rand McCall (1984). The Arms of Nargash-Tor. 0-916211-00-2
- Kevin Siembieda (1984). Book II: Old Ones. ISBN 0-916211-09-6.
- Kevin Siembieda (1987). Book III: Adventures on the High Seas. ISBN 0-916211-17-7.
- Thomas Bartold, Grant S. Boucher, Kevin Davies, Jeffrey Gomez, Kevin Long, Alex Marciniszyn, Kevin Siembieda, Erick Wujcik (1989). Book IV: Adventures in the Northern Wilderness. ISBN 0-916211-39-8.
- Kevin Siembieda(1990). Book V: "Further" Adventures in the Northern Wilderness. ISBN 0-19-621140-9. Incentrato sulla catena montuosa che protegge le Great Northern Wilderness dagli insediamenti umani negli Eastern Territory.
- Thomas Bartold, Kevin Siembieda (1993). Book VI: Island at the Edge of the World. ISBN 0-916211-61-4.
- (1994). Book VII: Yin-Sloth Jungles. ISBN 0-916211-81-9. Descrive le misteriose e primitive giungle di Yin-Sloth Jungles e i suoi abitantni, mostruosi e non.
- Kevin Siembieda (prima edizione 1985; revisione: 1988). Monsters & Animals. 0-916211-12-6
- (1984) The Palladium Role-Playing Game Shield. Schermo del master, in cartoncino, senza inserti o altre informazioni.

### Seconda edizione
- Kevin Siembieda (1996). The Palladium Fantasy Role-Playing Game, Second Edition. ISBN 0-916211-91-6. Manuale base.
- Kevin Siembieda (1996). Book II: Old Ones, Second Edition. ISBN 0-916211-09-6. Descrive le comunità ed i forti del regno di Timiro, inoltre fornisce informazioni sugli Old Ones, minotauri e i luoghi magici.
- Kevin Siembieda (1996). Book III: Adventures on the High Seas, Second Edition. ISBN 0-916211-17-7. Descrive le distese oceaniche e diverse isole che circondano il Palladium world.
- Bill Coffin, Kevin Siembieda (1998). Book VIII: The Western Empire. ISBN 1-57457-015-3. Descrive il più antico, potente e forse grande regno degli esseri umani, le sue città, popoli, governi, cospirazioni, intrighi e storia, con i possibili sviluppi futuri.
- Bill Coffin, Kevin Siembieda (1999). Book IX: The Baalgor Wastelands. ISBN 1-57457-022-6. Introduce una regione desolata rivendicata da razze mostruose nomadiche, precedentemente al centro di un'antica civilizzazione elfica devastata durante la guerra contro i nani.
- Bill Coffin, Kevin Siembieda (1999). Book X: Mount Nimro, Kingdom of Giants. ISBN 1-57457-028-5. Il dominio dei giganti, una raccolta di clan, tribù e rifugiati che diventano rapidamente un vero regno e una minaccia per le comunità vicine.
- Steve Edwards (2001). Book XI: Eastern Territories. ISBN 1-57457-034-X. Esplora una terra in sviluppo, al momento in equilibrio precario tra dispute infuocate e contrastanti rivendicazioni di dominio.
- Bill Coffin (2000). Book XII: Library of Bletherad. ISBN 1-57457-047-1. Descrive un leggendario deposito di conoscenza e di segreti, sull'isola di Y-Oda.
- Bill Coffin, Kevin Siembieda (2001). Book XIII: Northern Hinterlands. ISBN 1-57457-058-7. Mappa le aree della Great Northern Wilderness appena al di là delle montagne che dividono la Land of the Damned dal resto del mondo.
- Bill Coffin. (2001). Land of the Damned I: Chaos Lands. ISBN 1-57457-059-5. Una terra precedentemente inesplorata, in cui sopravvivono servi degli Old Ones, una fortezza di un'età oscura non ancora del tutto passata.
- Bill Coffin.(2002). Land of the Damned II: Eternal Torment. ISBN 1-57457-061-7.
- Land of the Damned III: The Bleakness - Annunciato originariamente per inizio del 2003, la sua pubblicazione appare improbabile[8].
- Bill Coffin, Kevin Siembieda, Erick Wujcik (2003). Wolfen Empire. ISBN 1-57457-063-3. Delinea la società, possedimenti e culture delle razze canine, ponendo le basi per una incombente guerra tra i Wolfen e il genere umano per il possesso delle Disputed Lands. Ristampe di materiale dalle prime edizioni del Book IV e Book V.
- Kevin Siembieda (1996). Monsters & Animals. ISBN 0-916211-12-6.
- Kevin Siembieda, Erick Wujcik (1996). Dragons & Gods. ISBN 0-19-621198-0.
- Mark Hall, Kevin Siembieda (2009). Mysteries of Magic - Book I: The Heart of Magic. ISBN 978-1-57457-149-3.